# New Brunswick (New Jersey)
New Brunswick – miasto w hrabstwie Middlesex, w stanie New Jersey, w USA. Miasto, według danych z 2000 roku, liczyło około 49 tys. mieszkańców. Zajmuje obszar 14,9 km², z czego 13,5 km² to powierzchnia lądowa, a 1,4 km² to powierzchnia wodna (rzeki, jeziora). New Brunswick to centrum administracyjne hrabstwa Middlesex. Miasto jest oddalone o 50 km od Nowego Jorku.

## Historia
Przed kolonizacją tereny obecnego miasta były zamieszkiwane przez Indian z plemienia Lenape. Pierwsza miejscowość została założona przez emigrantów z Europy w 1681. Nosiła wówczas nazwę Prigmore's Swamp (1681–1697), później Inian's Ferry (1691–1714), i w końcu New Brunswick. Ulokowana centralnie pomiędzy Nowym Jorkiem i Filadelfią nad rzeką Raritan, stała się ważnym ośrodkiem handlowym i komunikacyjnym dla kolonistów. W 1784 miejscowość nabyła prawa miejskie. W czasie amerykańskiej rewolucji New Brunswick był okupowany przez wojska brytyjskie (1776–1777).

## Gospodarka
W mieście rozwinął się przemysł farmaceutyczny, odzieżowy, tytoniowy, metalowy oraz skórzany.

## Miasta partnerskie
- Fukui, Japonia
- Tsuruoka, Japonia
- Debreczyn, Węgry
- Limerick, Irlandia